# Dompierre-sur-Veyle
Dompierre-sur-Veyle – miejscowość i gmina we Francji, w regionie Owernia-Rodan-Alpy, w departamencie Ain.

## Demografia
Według danych na styczeń 2012 gminę zamieszkiwało 1226 osób, a gęstość zaludnienia wynosiła 42,1 osób/km².